# Baharat
El Baharat en árabe (بهارات) es una mezcla de especias usada en la cocina árabe, en el Levante mediterráneo, Líbano, Siria, Irak, Palestina, Israel o Turquía

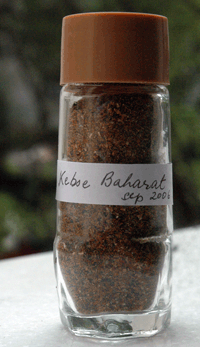
Baharat

## Ingredientes
Sus ingredientes base son la pimenta dioica, comino, cardamomo, pimienta negra y otros ingredientes como el pimentón dulce, o el coriandro dependiendo de la región. Existen variedades según la región, por ejemplo el baharat turco no es el mismo que el baharat de los países del Golfo.